# I-9 (sous-marin)
Le I-9 (イ-9) est un sous-marin japonais de type A (甲型（伊九型）, Kō-gata (I-9-gata)) construit durant la Seconde Guerre mondiale pour la Marine impériale japonaise.

## Construction
Construit par l'Arsenal naval de Kure au Japon, le I-9 a été mis sur cale le 25 janvier 1938. Il a été lancé le 20 mai 1939 et a été achevé et mis en service le 12 février 1941 et rattaché au district naval de Yokosuka. Le Capitaine Oyama Toyojiro est le commandant du sous-marin.

## Description
Les sous-marins de type A1 étaient des versions de la précédente classe J3 avec un rayon d'action supérieur, une meilleure installation des appareils et étaient équipés comme des vaisseaux amiral d'escadron. Ils déplaçaient 2 966 tonnes en surface et 4 195 tonnes en immersion. Les sous-marins mesuraient 113,7 mètres de long, avaient une largeur de 9,5 mètres et un tirant d'eau de 5,3 mètres. Ils possédaient une profondeur de plongée de 100 mètres.
Pour la navigation de surface, les sous-marins étaient propulsés par deux moteurs diesel de 6 200 chevaux (4 623 kW), chacun entraînant un arbre d'hélice. En immersion, chaque hélice était entraînée par un moteur électrique de 1 200 chevaux-vapeur (895 kW). Ils pouvaient atteindre 19 nœuds (35 km/h) en surface et 8,25 nœuds (15,28 km/h) sous l'eau. En surface, les A1 avaient une portée de 16 000 milles marins (30 000 km) à 16 noeuds (30 km/h) ; en immersion, ils avaient une portée de 90 milles marins (170 km) à 3 nœuds (5,6 km/h).
Les sous-marins étaient armés de quatre tubes torpilles de 53,3 cm (21,0 in) à l'avant et transportaient un total de 18 torpilles. Ils étaient également armés d'un seul canon de pont de 140 mm/40 et de deux canons antiaériens jumeaux de 25 mm Type 96.
Contrairement à la classe J3, le hangar à avions est intégré à la tour de contrôle et fait face à l'avant; les positions du canon de pont et de la catapulte ont été échangées afin que l'avion puisse utiliser le mouvement avant du navire pour compléter la vitesse communiquée par la catapulte.

## Histoire de service
Lors de sa mise en service, le I-9 a été officiellement rattaché au district naval de Yokosuka.
Le 11 décembre 1941, le I-9 coula le SS Lahaina à 700 miles au nord-est d'Oahu. Le 19 juin 1942, le sous-marin endommagea le USS General W. C. Gorgas, un transporteur de l'US Army (armée américaine), par des tirs d'artillerie.
Le 25 août, il fut attaqué avec des charges de profondeur et endommagé par les destroyers USS Grayson (DD-435), USS Monssen (DD-436), et USS Patterson (DD-392).
Il effectua des ravitaillements à Guadalcanal de novembre 1942 à janvier 1943.
Il a été coulé au large de Kiska à la position géographique de 58° 08′ N, 177° 38′ E le 13 juin 1943 par le destroyer USS Frazier (DD-607),,.